# Ranugedang
Ranugedang is een bestuurslaag in het regentschap Probolinggo van de provincie Oost-Java, Indonesië. Ranugedang telt 4278 inwoners (volkstelling 2010).